# Kyle Stowers
Kyle Jacob Stowers (El Cajón, California, 2 de enero de 1998), más conocido como Kyle Stowers, es un jugador profesional estadounidense de béisbol que se desempeña en la posición de jardinero izquierdo en Miami Marlins, equipo de las Grandes Ligas de Béisbol (MLB).

## Carrera
Stowers hizo su debut en la MLB con el equipo Baltimore Orioles, en el cual jugó tres temporadas (2022-2024), después pasó a Miami Marlins, donde lleva jugando una temporada.